# Medizinisches Informationsobjekt
Medizinische Informationsobjekte (MIOs) ist ein Oberbegriff für standardisierte Datenstrukturen innerhalb der Elektronischen Gesundheitsakte in Deutschland. Dieser Artikel befasst sich mit den medizinischen Informationsobjekten (MIOs) der Kassenärztliche Bundesvereinigung. Dazu gehört beispielsweise das MIO Impfpass als Datenstruktur des elektronischen Impfpasses. Der Begriff „MIOs“ wird aber auch für Datenstrukturen anderer Herkunft genutzt, beispielsweise im Rahmen von Disease-Management-Programmen für die ePA.

## MIOs der KBV
Mit § 355 SGB V hat die Kassenärztliche Bundesvereinigung (KBV) den gesetzlichen Auftrag erhalten, die semantische und syntaktische Interoperabilität für Inhalte der elektronischen Patientenakte (ePA) festzulegen. Im Kontext des gesetzlichen Auftrags verwendet die KBV den Begriff „MIOs“ für digitale Informationsbausteine, mit denen medizinische Daten in einem festgelegten Datenformat dokumentiert werden. Als Datenformat wird der von HL7 entwickelte, internationale Standard Fast Healthcare Interoperability Resources genutzt. Darüber hinaus werden medizinische Informationen mithilfe anerkannter und weit verbreiteter Code-Systeme und Terminologien wie SNOMED CT, LOINC, ATC und ICD codiert.
Mit der Entwicklung ist die mio42 GmbH beauftragt, eine Tochtergesellschaft der KBV mit Sitz in Berlin.